# زمارات البحر وأشباهها
زمارات البحر وأشباهها (الاسم العلمي: Syngnathoidea) هو فوق فصيلة من الأسماك يتبع رتيبة ملتحمات الفك وأشباهها من رتبة زماريات البحر.

## التصنيف
- زمارات البحر
  - أفراس البحر
    - فرس البحر